# Le Cadeau (film, 1946)
Pour les articles homonymes, voir Le Cadeau.
Pour plus de détails, voir Fiche technique et Distribution.
Le Cadeau (Dárek) est un court métrage d'animation tchécoslovaque coréalisé par Jiří Trnka et Jiří Brdečka, sorti en 1946.

## Synopsis
Un homme riche a bien du mal à trouver un cadeau pour l'anniversaire de sa femme. Un artiste accepte de travestir son travail afin de flatter le mauvais goût de celui-ci.

## Fiche technique
- Titre : Le Cadeau
- Titre original : Dárek
- Réalisation : Jiří Trnka, Jiří Brdečka
- Scénario : Jiří Trnka
- Musique : Jan Rychlík
- Production :
- Pays d'origine : Tchécoslovaquie
- Technique : dessins animés sur cellulose et prises de vue réelles
- Genre : film d'animation
- Couleur :
- Sans dialogues
- Durée : 16 minutes
- Date de sortie : 1946

## Distribution
- František Filipovský : le scénariste